# Gunnar Úlfhéðinsson
Gunnar Úlfhéðinsson (1095-1145) fue un lagman (lögsögumaður) de Viðimýri, Skagafjörður en Islandia. Era hijo de Úlfhéðinn Gunnarsson que fue también lagman. Gunnar fue elegido en su cargo en el althing de 1146 hasta 1155.